# Jean-Baptiste Jacques Gimat de Bonneval
Pour les articles homonymes, voir Bonneval.
Jean-Baptiste Jacques Gimat de Bonneval (ou Bonneval) est un écrivain et un acteur français né le 18 juin 1711 et mort le 3 février 1783.

## Biographie
Bonneval débute à la Comédie-Française en 1741 dans le rôle d'Orgon de Tartuffe de Molière. Il quitte le Théâtre-Français en 1773.
Il est aussi l'auteur de romans.

## Publications
- Fanfiche ou les Mémoires de Mademoiselle de… (1748)
- Le Voyage de Mantes (1753)

## Théâtre

### Carrière à la Comédie-Française
Entrée en 1741
Nommé 121e sociétaire en 1742
Doyen de 1765 à 1773
Départ en 1773
- 1741 : Tartuffe de Molière : Orgon
- 1752 : Les Héraclides de Jean-François Marmontel : Thalès[3]
- 1752 : Bérénice de Jean Racine : Rutile (12 fois de 1752 à 1757)
- 1758 : Bérénice de Jean Racine : Arsace (6 fois de 1758 à 1762)
- 1765 : Le Tuteur dupé de Jean-François Cailhava de L'Estandoux : M. Richard
- 1765 : L'Avare de Molière : Harpagon
- 1765 : Le Légataire universel de Jean-François Regnard : Géronte
- 1765 : L'Étourdi ou les Contretemps de Molière : Trufaldin
- 1765 : Le Chevalier à la mode de Dancourt : M. Serrefort
- 1765 : Les Folies amoureuses de Jean-François Regnard : Albert
- 1765 : Crispin rival de son maître d'Alain-René Lesage : M. Oronte
- 1765 : Le Joueur de Jean-François Regnard : Géronte
- 1765 : Le Méchant de Jean-Baptiste Gresset : Géronte
- 1766 : George Dandin de Molière : Dandin
- 1766 : Les Femmes savantes de Molière : Chrysale
- 1766 : Le Festin de pierre de Thomas Corneille d'après Molière : M. Dimanche
- 1766 : La Coupe enchantée de Jean de La Fontaine et Champmeslé : Enselme
- 1766 : Le Joueur de Jean-François Regnard : M. Galonier
- 1766 : L'École des femmes de Molière : Arnolphe
- 1766 : La Seconde Surprise de l'amour de Marivaux : Hortensius
- 1766 : Le Mariage forcé de Molière : Sganarelle
- 1766 : L'Amour médecin de Molière : Sganarelle
- 1766 : Le Malade imaginaire de Molière : Argan
- 1766 : L'Enfant prodigue de Voltaire : Rondon
- 1767 : La Métromanie d'Alexis Piron : Francaleu
- 1767 : La Comtesse d'Escarbagnas de Molière : Bobinet
- 1767 : Le Misanthrope de Molière : le garde
- 1767 : Le Mariage forcé de Molière : Sganarelle
- 1767 : Les Deux Sœurs  d'Antoine Bret : le baron
- 1767 : L'École des maris de Molière : Sganarelle
- 1767 : Monsieur de Pourceaugnac de Molière : Oronte
- 1768 : Les Valets maîtres de Marc-Antoine-Jacques Rochon de Chabannes : M. Blanchard
- 1768 : George Dandin de Molière : Sotenville
- 1769 : Le Bourgeois gentilhomme de Molière : le maître de philosophie
- 1769 : Le Mariage interrompu de Jean-François Cailhava de L'Estandoux : Argante
- 1769 : Le Dépit amoureux de Molière : Albert
- 1769 : Le Médecin malgré lui de Molière : Géronte
- 1770 : Le Sicilien ou l'Amour peintre de Molière : Don Pèdre
- 1770 : L'École des bourgeois de Léonor Soulas d'Allainval : M. Mathieu
- 1771 : Jodelet ou le Maître valet de Paul Scarron : Don Fernand
- 1773 : L'Assemblée d'Augustin-Théodore Lebeau de Schosne, suivi de L'Apothéose de Molière (ballet)